# Антоново (Большесельский район)
Антоново — деревня в Большесельском сельском поселении Большесельского района Ярославской области.

## Население
По данным статистического сборника «Сельские населенные пункты Ярославской области на 1 января 2007 года», в деревне Антоново проживает 3 человека. По топокарте на 1973 год в деревне проживало 6 человек .

## География
Деревня расположена в южной части района, вблизи границы с Борисоглебским районом. Деревня находится в междуречье текущей на север реки Молокша, левого притока Юхоти и текущей на юг реки Могза из бассейна реки Которосль. Правый берег Молокши находится на расстоянии около 3, км на запад, а правый берег Мозги в 3,5 км на восток от Антоново. Деревня стоит на окружённом лесами поле, на котором кроме Антоново стоит деревня Мишенино. От Антоново идёт дорога в юго-западном направлении к деревне Щукино, через которую связана с центром района .